# Бэгзийн Гиваан
Бэгзийн Гиваан (монг. Бэгзийн Гиваан; 1926 — 8 июля 1948) — младший сержант Монгольской народной армии, пограничник, участник конфликта на Байтак-Богдо, Герой Монгольской Народной Республики.

## Биография
Бэгзийн Гиваан родился в 1926 году в местности Тогтохыншил на территории современного сомона Улгий аймака Увс. В 1934—1938 годах обучался в начальной школе сомона Умнеговь. В 1946 году был призван на военную службу, получил должность командира отделения. Утром 8 июня 1948 года возглавил оборону против превосходящих войск Китайской республики. Противостоя вместе с Л. Даваадоржем и Б. Тэгшээ силам китайцев, наступавших с вершины сопки, погиб. 
28 января 1949 года постановлением № 6 Малого хурала был посмертно награждён Орденом Боевого Красного знамени. Постановлением № 200 от 13 октября 1971 года Великого хурала ему было присвоено звание Героя МНР.